# БРДМ-2МС
БРДМ-2МС — один из российских вариантов модернизации БРДМ-2 советского производства.

## История
После самороспуска Организации Варшавского Договора и распада СССР в 1991 году активизировалась продажа БРДМ-2 в различные страны мира - в результате, увеличилось количество государств, на вооружении которых оказались эти бронемашины. В дальнейшем, ряд государств оказался заинтересован в продлении эксплуатации и повышении тактико-технических характеристик имеющихся БРДМ-2. В результате, в 2016 году компанией ООО "Б-Армс" (г. Истра Московской области) началась разработка модернизированного варианта БРДМ-2МС для иностранного заказчика.
Работы по модернизации БРДМ-2 до уровня БРДМ-2МС выполняет 103-й бронетанковый ремонтный завод министерства обороны РФ в пгт. Атамановка Забайкальского края.

## Описание
При переоборудовании БРДМ-2 в БРДМ-2МС демонтируют две пары пневматических колёс (предназначенных для преодоления траншей и окопов) и четыре гидравлических подъёмника, обеспечивающие их выдвижение. В борта машины встраивают два дополнительных люка.
Башня БПУ-1 с вооружением сохранена, но установлена новая система управления огнём - стабилизированный трёхканальный панорамный командирский прицел, способный видеть противника до 5 км днём и до 3,5 км в ночное время, а также обнаруживать цели днем на дистанции до 2,7 км и ночью до 1,5 км. Для кругового обзора на корпусе смонтированы шесть телекамер, которые выводят изображение на четыре чёрно-белых жидкокристаллических дисплея в боевом отделении. Также производится замена бензинового двигателя ГАЗ-41 на современный дизельный двигатель. На корме корпуса устанавливается рундук для перевозки имущества.
Для усиления противоминной защиты днище усилено дополнительным броневым листом, также устанавливаются противоминные сиденья с подножной защитой. На борта корпуса снаружи крепится комплект навесной брони из 6-мм стального листа (вместе с бронекорпусом обеспечивающий защиту от попадания 12,7-мм пуль на дистанции 300 метров).
Стоимость модернизации БРДМ-2 до уровня БРДМ-2МС составляет 7 млн. рублей (в ценах 2021 года).

## Варианты и модификации
- БРДМ-2МС «Стриж» - первая модель[1]
- БРДМ-2МБ «Бекас» - вторая модель (демонстрационный вариант впервые представлен 9 июня 2020 года на полигоне в Рузском районе Московской области). В сравнении с БРДМ-2МС улучшено бронирование (во фронтальной проекции обеспечивающее защиту от 14,5-мм пуль), установлены современные фары, новая тормозная система, новая система кондиционирования и вентиляции, на башне поставлены шесть 81-мм дымовых гранатомётов «Туча». Установлена башня от БТР-80, изменены конфигурация кабины, которая стала герметичной, сиденья, увеличены мощность двигателя до 200 л.с. и максимальная скорость до 130 км/ч. Установлены противоминные экраны, выносной дизель-генератор, новая система отопления, подкачки колес, новая приборная панель, новая система кругового обзора ViGUARD, добавлено сплошное допбронирование. Изменена конструкция рундука на корме. Стоимость модернизации БРДМ-2 до уровня БРДМ-2МБ составляет 20 млн рублей (в ценах 2021 года)[1]

## Страны-эксплуатанты

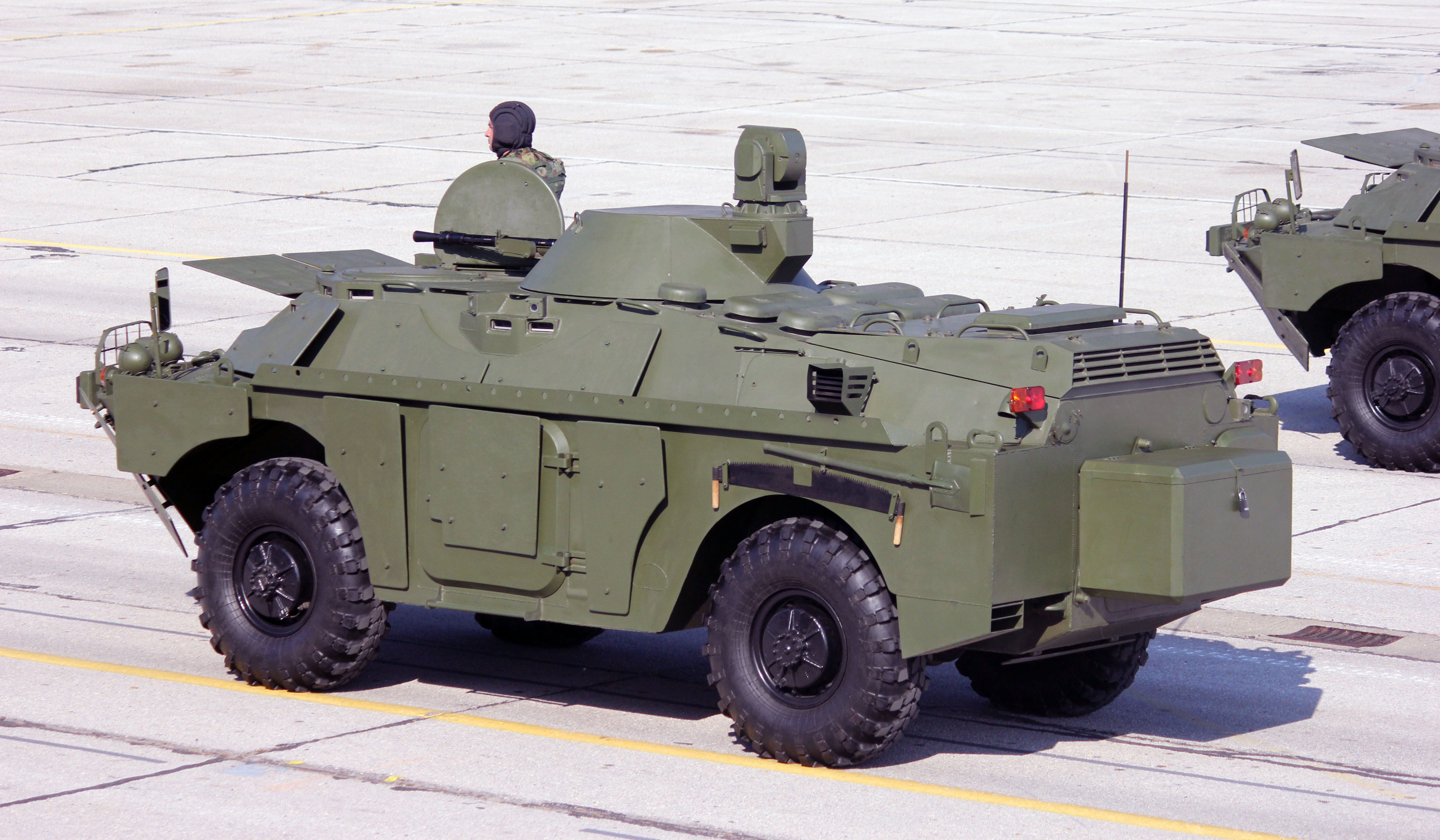
БРДМ-2МС (вид сзади)

- Кыргызстан: 29 апреля 2019 года девять БРДМ-2МС были поставлены вооружённым силам[1]
- Лаос: в январе 2019 года первые БРДМ-2МС были поставлены вооружённым силам[1]
- Мьянма:[1] в конце 2019 года первые БРДМ-2МС были поставлены вооружённым силам Мьянмы, всего до февраля 2020 года были получены 33 бронемашины этого типа (из них три командирские)[2].
- Россия: в начале октября 2022 года партию БРДМ-2МС передали на вооружение разведывательных подразделений воздушно-десантных войск[3]
- Сербия: 29 июля 2019 года первые десять БРДМ-2МС были поставлены[1] и переданы в разведывательные роты сухопутных войск. Всего до 24 мая 2021 года вооружённые силы Сербии получили тридцать БРДМ-2МС[4] (из которых был сформирован разведывательный батальон)[5]
- Таджикистан: осенью 2019 года БРДМ-2МС были поставлены в Таджикистан[1]. В сентябре 2021 года подарено ещё 12 штук за счёт Министерства обороны России[6].